# شهرستان نیمبا
شهرستان نیمبا (به لاتین: Nimba County) یکی از ۱۵ شهرستان کشور لیبریا است که در شرق آن واقع شده‌است. شهرستان نیمبا ۱۱٬۵۵۱ کیلومتر مربع مساحت و ۴۶۲٬۰۲۶ نفر جمعیت دارد.